# Курежский сельсовет
Курежский сельсовет — сельское поселение в Идринском районе Красноярского края.
Административный центр — село Куреж.
Выделен в 1989 году из Большетелекского сельсовета.

## Население
| 2010 | 2012 | 2013 | 2014 | 2015 | 2016 | 2017 |
| ---- | ---- | ---- | ---- | ---- | ---- | ---- |
| 333  | ↘326 | ↘324 | ↗336 | ↗341 | ↘327 | ↗337 |

## Состав сельского поселения
В состав сельского поселения входит один населённый пункт — село Куреж.

## Местное самоуправление
Курежский сельский Совет депутатов
Дата избрания: 14.03.2010. Срок полномочий: 5 лет. Количество депутатов: 7
Глава муниципального образования
- Лунькова Любовь Сергеевна. Дата избрания: 14.03.2010. Срок полномочий: 5 лет